# Wacław Łepkowicz
Wacław Łepkowicz (ur. 23 września 1895 w Śmiglu, zm. 22 lipca 1920) – powstaniec wielkopolski, plutonowy Wojska Polskiego, kawaler Orderu Virtuti Militari.

## Życiorys
Był synem Juliana i Moniki z Kaczmarków, miał wykształcenie gimnazjalne. W sierpniu 1914 wcielony do armii niemieckiej, walczył na froncie zachodnim. W połowie 1918 wrócił do Śmigla. W styczniu 1919 zaciągnął się do formowanego oddziału powstańczego – grupy „Leszno”. Dowodził plutonem.
Podczas wojny polsko-bolszewickiej walczył w szeregach 60 pułku piechoty Wielkopolskiej. 22 lipca 1920 poległ podczas odwrotu nad Szczarą. Pośmiertnie nadano mu Krzyż Srebrny Orderu Wojskowego Virtuti Militari.

## Ordery i odznaczenia
- Krzyż Srebrny Orderu Virtuti Militari (nr 1151)